# Callistopteris polyantha
Espèce
Callistopteris polyantha est une fougère de la famille des Hyménophyllacées.

## Description
Cette fougères possède un court rhizome, au port cespiteux. Les racines sont présentes, nombreuses et robustes.
Les frondes sont relativement rigides et oblongues.
Le limbe peut atteindre une longueur de plus de 30 cm sur près de 15 cm de large ; il est divisé deux à trois fois.
Les sores sont nombreux sur les segments, en particulier sur la partie supérieure du limbe ; cela est à l'origine de l'épithète spécifique : πολύ (beaucoup) et άνθος (fleur) ;
Ils sont paratactiques aux nervures de la feuille et entourés d'une indusie tubulaire campanulée mais élargie, dont la membrane ressemble plus à celle des espèces du genre Hymenophyllum sans toutefois être bilabiée.
Elle compte, comme les espèces du genre, 36 paires de chromosomes.

## Répartition et habitat
Cette espèce est présente dans les îles du Pacifique : îles de la société, île Lord Howe...
Elle est plutôt épiphyte des troncs d'arbre.

## Historique et position taxinomique
En 1835, William Jackson Hooker décrit une première fois cette espèce,  collectée par Thomas Nightingale durant son voyage au Chili et dans les îles du pacifique, et lui donne le nom de Hymenophyllum polyanthum. Le classement dans le genre fait plus référence à l'aspect général de la plante, beaucoup plus proche du genre Hymenophyllum, qu'au critère de l'indusie bilabiée des sores dont cette espèce ne dispose pas. Par la suite, William Jackson Hooker cite seulement Hymenophyllum polyanthos Hook., avec une terminaison plus conforme à la racine grecque (άνθος).
En 1845, il revient sur cette espèce, la décrit à nouveau en la reclassant dans le genre Trichomanes, privilégiant cette fois le caractère non bilabié de l'indusie, et modifiant son nom : Trichomanes polyanthos (Hook.) Hook.. Mais par là même, il crée un homonyme de Trichomanes polyanthos Sw. bien antérieur - 1801 -, malgré le reclassement par Olof Peter Swartz lui-même de cette dernière espèce dans le genre Hymenophyllum. En 1871, Ferdinand Jacob Heinrich von Müller donne aussi une description de cette espèce à partir d'un échantillon issu de l'île Lord Howe
En 1933, John William Moore décrit une espèce de l'archipel de la Société sous le nom de Trichomanes societense. Cette espèce est reconnue comme synonyme de Trichomanes polyanthos Hook. par Edwin Bingham Copeland dès 1935.
En 1938, toujours Edwin Bingham Copeland la transfère dans le genre Callistopteris : Callistopteris polyantha (Hook. in Night.) Copel., sa position actuelle.
En 1974, Conrad Vernon Morton la place dans la section Callistopteris du sous-genre Trichomanes du genre Trichomanes mais il utilise son synonyme Trichomanes societense J.W.Moore puisque l'homonymie n'est pas levée dans le genre Trichomanes.
Enfin, en 2006, Atsushi Ebihara et Kunio Iwatsuki confirment le classement de Edwin Bingham Copeland dans le genre Callistopteris.
Cette espèce compte donc trois synonymes :
- Hymenophyllum polyanthum Hook. in Night.
- Trichomanes polyanthos (Hook. in Night.) Hook.
- Trichomanes societense J.W.Moore